# Harbil (Algeria)
Harbil è un comune dell'Algeria, situato nella provincia di Sétif.